# 烏賀陽弘道
烏賀陽 弘道（うがや ひろみち、1963年1月8日 - ）は、日本のフリー記者、写真家、著作家。
40歳で早期退職した元朝日新聞記者。

## 経歴
京都市生まれ。幼稚園前までは大阪市阿倍野区で育つ。父は著述家・烏賀陽正弘。曽祖父は京都大学名誉教授の烏賀陽然良。1981年同志社高等学校卒業。1986年、京都大学経済学部卒業、朝日新聞社入社。
入社後は、三重県津支局、愛知県岡崎支局、名古屋本社社会部で事件記者を5年経験した。1989年の岡崎支局の時は、東京本社のリクルート事件取材班のメンバーに選ばれ、3カ月ほど東京で取材した。1991年から2001年まで東京本社で週刊誌『AERA』編集部で記者を務めた。『AERA』では音楽・文化を担当した。
2001年3月、パソコン入門誌『ぱそ』編集部へ異動した。2001年11月、出版企画室へ異動。体調を崩し1年ほど自宅療養。
2003年5月、40歳で「早期定年退職」制度を使って退社。その後はフリーランスで活動している。1986年の朝日新聞社入社以来ずっとペン記者であったが、2011年の福島第一原子力発電所事故以後はカメラ記者としても活動するようになっている。

## 略歴
- 1969年 京都市立第二衣笠小学校（1972年より京都市立金閣小学校）入学[4]。
- 1975年 同志社中学校入学
- 1981年 同志社高等学校卒業
- 1986年
  - 京都大学経済学部卒業
  - 朝日新聞社入社、三重県津支局に配属
- 1988年 愛知県岡崎支局に転勤
- 1989年 名古屋本社社会部に転勤
- 1991年 週刊誌『AERA』編集部の記者となる。
- 1994年 AERAに復職。
- 1998年～1999年 『AERA』ニューヨーク駐在記者[5]。
- 2001年
  - 3月 パソコン入門誌『ぱそ』編集部へ異動となる。
  - 11月 出版企画室へ異動。体調を崩し1年ほど自宅療養する[4]。
- 2003年5月 「早期定年退職」制度を使って退社。

その後はフリーのジャーナリスト、評論家として生活。
- 2023年8月 Twitterアカウントが凍結。
- 2024年8月 X（旧Twitter）東京メトロの車内で優先座席に座る一般の男女を撮影、自身のSNSに無断で掲載するなどし、炎上。指摘が複数のユーザーからあったものの、その後も複数回反論ポストを行い、謝罪を行うと死ぬのか、など揶揄される。

## エピソード

### フリー以後
- AFPBBニュースで「烏賀陽（うがや）弘道の音楽コラム」を連載していたが、2006年6月8日、主に原稿料の額の少なさを理由として3か月の連載契約を更新せず終了する[6]。
- 元・女優の千葉麗子と共に、「チバレイ・ウガヤの言論ギグ！」と題した集会を、2014年4月20日の第1回[7]から2015年3月20日の第7回まで定期開催した[8]。

## 主な出来事

### オリコン・烏賀陽裁判
インフォバーンが発行する月刊誌『サイゾー』2006年4月号に掲載された記事をめぐり、オリコン株式会社と烏賀陽との間で争われた。

### 発言
2023年8月、福島第一原発事故の処理水海洋放出が行われた際、原発にあるデブリを「未知の核物質」と自身が呼んだという嘘をネット上に流されたとしたが、ツイッター凍結前ではデブリを「まったく成分すらわからない未知の核物質」としていた。本人は「典型的なスミア・キャンペーン」だとしている。
2023年9月、世界標準で言えば、日本人大衆の大半は「倫理や道徳、知性、思考と言った人間を人間たらしめているもの」を喪失した、ニンゲンの形をした何か別の動物にすぎません。(2023年9月20日ツイート)

## 著書

### 単著
- Jポップの心象風景（文春新書 2005 ISBN 4166604325）
- Jポップとは何か～巨大化する音楽産業（岩波新書 2005 ISBN 400430945X）
- 「朝日」ともあろうものが。（徳間書店 2005 ISBN 4198618844 のち河出文庫 ISBN 4309409652）
- カラオケ秘史 創意工夫の世界革命（新潮新書 新潮社 2008 ISBN 4106102927）
- 報道の脳死（新潮新書 新潮社 2012 ISBN 9784106104671）
- 福島 飯舘村の四季（双葉社 2012 ISBN 9784575304251）
- 原発難民 放射能雲の下で何が起きたのか（PHP新書 PHP研究所 2012 ISBN 4569804179）
- ヒロシマからフクシマヘ 原発をめぐる不思議な旅（ビジネス社 2013 ISBN 4828417141）
- フェイクニュースの見分け方（新潮新書 新潮社 2017 ISBN 410610721X）
- ウクライナ戦争 フェイクニュースを突破する（ビジネス社 2023 ISBN 4828425616）
- ALPS水・海洋排水の12のウソ（三和書籍 2023 ISBN 486251524X）
- プロパガンダの見抜き方（新潮新書 2025）

### 共著
- Japanese print media’s attitude toward Clinton Administration.（クリントン政権に対する日本の活字メディアの姿勢）』米国議会調査局報告書
- 文筆生活の現場 ライフワークとしてのノンフィクション（石井政之編著 中公ラクレ新書 中央公論新社 2004.7 ISBN 412150139X）
- 俺たち訴えられました! SLAPP裁判との闘い（ 西岡研介 河出書房新社 2010.3 ISBN 4309245137）
- 報道災害【原発編】事実を伝えないメディアの大罪（上杉隆 幻冬舎新書 2011.7 ISBN 4344982223）
- 自由報道協会が追った3.11（自由報道協会編 扶桑社 2011.10 ISBN 4594064957）